# Sankt Nikolaj Kirke (Esbjerg)
 For alternative betydninger, se Sankt Nikolaj Kirke. (Se også artikler, som begynder med Sankt Nikolaj Kirke)
Sankt Nikolaj Kirke er en katolsk kirke i Esbjerg. Den er tegnet af Johan Otto von Spreckelsen og blev indviet 16. november 1969.
Kirken er opført i gasbeton, der står råt udvendigt, og er hvidtet indvendigt. Ydervæggene er helt ubrudte, hvorfor lokalet får sit lys fra otte højtsiddende glaspartier. Taget bæres af fire piller midt i hver side. Adgangen sker via et indgangsparti i vest, der også indeholder et sakristi. Gulvet består af cementfliser. Den indre kube i kirken har sidemålet 8,5 meter, hvilket er meget nær den samme størrelse som "det allerhelligste" havde i Salomos Tempel.
Alteret er, ligesom resten af kirken, enkelt konstrueret. Over alteret hænger der et bronzestøbt krucifiks af den kronede kristus, lavet af Jacob Werner Korsmeier i Münster. Døbefonten består af en lamineret træblok.
Orgelet er bygget af Bruno Christensen i Terkesbøl.

## Ekstern henvisning
- Wikimedia Commons har flere filer relateret til Sankt Nikolaj Kirke (Esbjerg)
- Sankt Nikolaj kirkes hjemmeside
- Møller, Ella, Ebbe Nyborg og Niels Jørgen Poulsen (red): Danmarks kirker: Ribe Amt bd. 11-12. Kirkerne i Varde og Esbjerg. s. 1013.

55°28′13.7″N 8°27′0.0″Ø / 55.470472°N 8.450000°Ø